# 第6領域航空集団
第6領域航空集団（だいろくりょういきこうくうしゅうだん、VI Comando Aéreo Regional：VI COMAR）は、ブラジル空軍の作戦軍の一つ。
ブラジリアに司令部を置く。警備担任領域はブラジリア連邦直轄区、ゴイアス州、マットグロッソ州及びトカンティンス州である。

## 部隊編成

### ブラジリア航空基地
- 第1特別輸送群（1º Grupo de Transporte Especial、GTE - 1º）
- 第2特別輸送群（2º Grupo de Transporte Especial、GTE - 2º）
- 第3特別輸送群（3º Grupo de Transporte Especial、GTE - 3º）
- 第6輸送飛行隊（6º Esquadrão de Transporte Aéreo、6º ETA）　第5航空軍

### アナポリス航空基地
- 第6航空群第2飛行隊（2º Esquadrão do 6º Grupo de Aviação、2º/6º GAv）　第3航空軍
- 第1領空防衛群（1º Grupo de Defesa Aérea、1º GDA）　第3航空軍